# 武装神姫 BATTLE MASTERS
『武装神姫 BATTLE MASTERS』（ぶそうしんき バトルマスターズ）は、2010年7月15日にコナミデジタルエンタテインメントから発売されたPlayStation Portable用3Dアクションゲーム。
2011年9月22日発売の続編『武装神姫 BATTLE MASTERS Mk.2』（ぶそうしんき バトルマスターズ マークツー）についても本項で記述する。

## 概要
「武装神姫」と呼ばれる小型サイズのロボットと、「マスター」である人間が、バーチャル・リアリティゲームを導入した「神姫ライドシステム」によって一体化するという設定のアクションゲーム。シナリオやイベントはアドベンチャーパートとして進行する。
「武装神姫」には「マスター1人1人によって物語は異なる」という考えから物語は用意されていないが、プロデューサー・鳥山亮介の知人のエピソードや、「ロボットアニメや特撮と映画で重要なのは何か」という考えから、本作では物語を設定することになった。
コナミスタイル限定で「アーンヴァルMk.2」「ストラーフMk.2」のフィギュアを同梱した「特別版」も発売されている。

## システム

### 登場神姫(BATTLE MASTERS)
主人公のパートナーとなる全長15センチメートルほどの感情を持った少女型玩具。最初から使用できるのは「アーンヴァルMk.2」のみ。ゲームの進行により、ほかの神姫も購入・使用可能になる。
神姫には入手したパーツを装備させて性能・外観を変更できる。パーツには「武装ランク」と「COST」が設定されており、神姫の武装ランク以上のパーツは装備できず、またCOSTの上限までしかパーツを装備できない。
バトル終了後に得られる経験値が一定値に達すると「LOVE」が上昇し、COSTの上限が増え、一定値ごとに武装ランクも上昇する。
通常キャラクター
通常のゲームプレイで使用できるキャラクター。
- アーンヴァルMk.2（声 - 阿澄佳奈）
- ストラーフMk.2（声 - 茅原実里）
- ハウリン（声 - 喜多村英梨）
- マオチャオ（声 - 橋本まい）
- フブキ（声 - 福井裕佳梨）
- ゼルノグラード（声 - 白石涼子）
- アーク（声 - 堀江由衣）
- イーダ（声 - 田村ゆかり）
- アルトレーネ（声 - 中島愛）
- アルトアイネス（声 - 水橋かおり）

ダウンロード販売
ダウンロードコンテンツによる追加キャラクター。
- ベイビーラズ（声 - 平野綾）
- 紗羅檀（声 - 高垣彩陽）
- 蓮華（声 - 金田朋子）
- ガブリーヌ（声 - 小林ゆう）
- ラプティアス（声 - 遠藤綾）
- アーティル（声 - 中原麻衣）
- プロキシマ（声 - 朴璐美）
- マリーセレス（声 - 桑谷夏子）

### バトルパート
3D空間で神姫を操作し、相手の神姫と戦うモード。「SP」を消費することで本作独自の2つのアクションを行うことができる。
アタックチェイン武器での攻撃から、別の武器、別のレールアクションで追加攻撃する。
レールアクションレールを走るような高速移動。移動後に攻撃を加える「ATK」、移動のみの「MOVE」の2つに大きく分けられる。アタックチェインで発動した場合、挙動を変えるものがある。

### アドベンチャーパート
バトル前に会話が行われたり、ゲームの攻略状況によってシナリオが進行していく。また、神姫のLOVEを一定値まで上げると交流イベントが発生し、最後まで進めると各神姫専用のレールアクション（ATK相当）を入手できる。
なお、ダウンロード販売の神姫にはイベントが設定されておらず、レールアクションは購入後に自動で追加される。

## 武装神姫 BATTLE MASTERS Mk.2
前作に要素を追加。新キャラクター、新武器の登場の他にも、データインストールによるUMD版ロード速度の短縮などの改善も行われている。
前作同様、コナミスタイル限定で「アーンヴァルMk.2 フルアームズパッケージ」「ストラーフMk.2 フルアームズパッケージ」のフィギュアを同梱した「特別版」も発売している。
2011年9月28日より、不具合を理由にダウンロードコンテンツの配信を停止していたが、同年11月17日の不具合修正パッチと同時に配信を再開した。

### 登場神姫(BATTLE MASTERS Mk.2)
前作の神姫も全て登場。本作から新規データでゲームを開始した場合、「アーンヴァルMk.2」以外にも「ゼルノグラード」「ハウリン」「マオチャオ」「エウクランテ」「イーアネイラ」の5体が初期キャラクターに追加される。
通常キャラクター
- エウクランテ（声 - 加藤英美里）
- イーアネイラ（声 - 井上麻里奈）
- ツガル（声 - 釘宮理恵）
- エストリル（声 - 伊瀬茉莉也）
- ジルリバーズ（声 - 日笠陽子）
- ジャスティス（声 - 久川綾）
- ミミック / 強化ミミック（声 - 喜多村英梨）

ダウンロード販売
- オールベルン（声 - 悠木碧）
- ジールベルン（声 - 竹達彩奈）
- ヴェルヴィエッタ（声 - 明坂聡美）
- リルビエート（声 - 井口裕香）
- ムルメルティア（声 - 浅野真澄）
- 飛鳥（声 - 藤田咲）
- ジルダリア（声 - 小林沙苗）
- ジュビジー（声 - 名塚佳織）
- アーンヴァルMk.2黒（声 - 阿澄佳奈）

## 関連商品
武装神姫 BATTLE MASTERS Mk.2 ザ・コンプリートガイド
- 発行：アスキー・メディアワークス
- 発行日：2011年10月8日 ISBN 978-4-04-870908-8

『Mk.2』の攻略本。Mk.2用プロダクトコード付属。
武装神姫アーカイブ
- 発行：アスキー・メディアワークス
- 発行日：2011年11月11日 ISBN 978-4-04-870677-3

『BATTLE MASTERS』のみに関連する書籍ではないが、ゲーム内のイラストなども掲載されている。Mk.2用プロダクトコード付属。
この他にもMk.2用プロダクトコードの付属する商品が一部存在する。